# Ислам в Бурунди

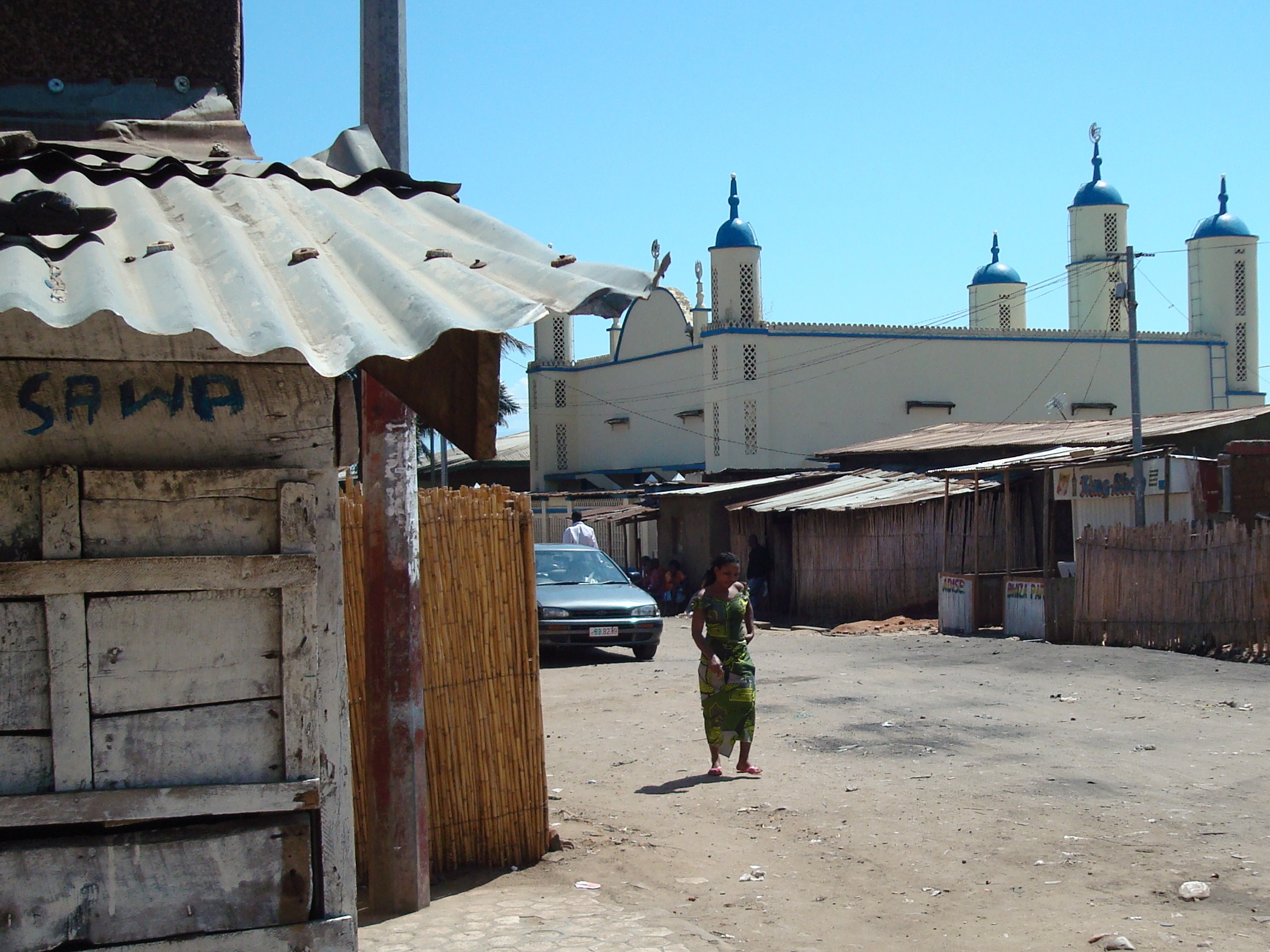
Мечеть в Бужумбуре

Ислам в Бурунди не имеет большого числа последователей, его исповедуют 2—5 % населения этой страны.

## История
Ислам впервые начал проникать в Бурунди в XIX веке с Восточно-Африканского побережья вместе с арабскими купцами и работорговцами. Против распространения ислама в регионе активно выступило Королевство Бурунди во главе с Нтаре I. Хоть Бурунди и удалось отразить вторжение мусульман, всё-таки сторонникам ислама удалось закрепиться в приграничных городах Уджиджи и Увира, из которых они продолжали свою экспансию. В 1890-х годах Бурунди стала немецкой колонией. Немецкая администрация способствовала распространению ислама в Германской Восточной Африке. К началу Первой мировой войны город Бужумбура стал главным центром распространения ислама в регионе. После захвата Бурунди Бельгией в стране появляются христианские миссионеры и начинается массовое обращение местного населения в католицизм.

## Численность и расселение
По данным Государственного департамента США за 2010 год, 2—5 % населения Бурунди идентифицирует себя как мусульмане. Основная масса мусульман проживает в городах Бужумбура (особенно в районах Буензи и Бвиза), Гитега, Румонге, Ньянза, Муйинга и Макамба. Большинство мусульман Бурунди сунниты, но есть и небольшие общины шиитов и ибадитов. Ислам в Бурунди исповедуют представители обеих этнических групп Хуту и Тутси, поэтому во время гражданской войны удалось избежать религиозного оттенка для этого конфликта. Также среди мусульман много мигрантов из Западной Африки, Демократической Республике Конго, Ближнего Востока и Пакистана. Несмотря на то, что мусульмане в Бурунди являются меньшинством, мусульманские праздники Ураза-байрам и Курбан-байрам отмечаются на государственном уровне. Представители мусульманской общины страны широко представлены в органах власти и общественной жизни страны, особенно после окончания Гражданской войны.